# Giganci Gitary
Giganci Gitary – polska formacja gitarowa założona na przełomie 1999 i 2000 roku z inicjatywy menadżera Jerzego Gardziela. Założeniem grupy jest brak stałego składu - na każdy koncert zapraszany jest inny zestaw czołowych polskich muzyków. Od początku swojego istnienia jej trzon stanowią Ryszard Sygitowicz, Jacek Królik oraz Mieczysław Jurecki, zaś wśród zapraszanych gości znajdowali się m.in. Artur Gadowski, Grzegorz Turnau, Jacek Krzaklewski, Jan Borysewicz, Piotr Cugowski, Marek Raduli, Jerzy Styczyński, Stefan Machel czy Michał Jurkiewicz.
Zespół specjalizuje się w występach typu jam session, nie posiada własnego repertuaru ani nie nagrywa płyt. W grupie obowiązuje zasada mówiąca o zakazie odbywania prób przez występami (dopuszczalne są jedynie próby przez telefon) - występy Gigantów polegają w dużej mierze na improwizacji i wspólnym prowadzeniu dialogów gitarowych oraz zaskakujących przejść między odgrywanymi motywami.

(...) dewizą, która nam przyświeca jest zakaz robienia prób pod żadnym pozorem - każdy ma przyjść na koncert przygotowany na tyle, na ile może. Co do repertuaru umawiamy się wcześniej, a na próbie dźwięku ustalamy tylko drobne szczegóły i lecimy! (...) Mieliśmy w planie nagranie płyty, ale to wymaga własnego repertuaru. Nie byłoby z nim żadnego problemu, ale nie wiem, czy miałoby to sens i czy by oddało charakter tego, co robimy razem na scenie.

Grupa koncertuje po całej Polsce, zaś do jednych z największych wydarzeń jak dotąd w historii zespołu należą występy na Festiwalu Opole 2006 oraz TOPtrendy 2007, a także występy w ramach projektu Rock Loves Chopin Stołecznej Estrady.
27 marca 2015 roku ukazało się dwupłytowe wydawnictwo DVD „Solo Życia - Lublin 2014” zawierające zapis występów, które odbyły się w trakcie 10 edycji festiwalu Solo Życia w ramach obchodów 40-lecia pracy artystycznej Mietka Jureckiego, w tym także występu Gigantów Gitary.